# Sanlúcar de Barrameda 2019-2022

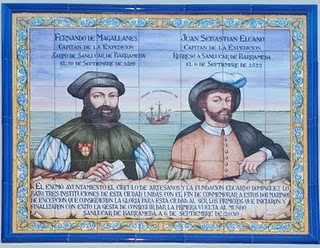
Carrelage commémorant la première circumnavigation mondiale, l’expédition Magallanes-Elcano, qui partit de Sanlúcar de Barrameda (Cadiz), en Espagne, le 20 septembre 1519.

Sanlúcar de Barrameda 2019-2022 est un projet ayant pour but la célébration du 5e centenaire de la 1re circumnavigation de la Terre, du 20 septembre 2019 au 6 septembre 2022, dates les plus importantes de cet événement. Cette commémoration, qui vise à avoir une participation significative des jeunes, sera centré et basée à Sanlúcar de Barrameda, province de Cadix, en Espagne.

## Objectifs
Les objectifs de la commémoration de l’expédition Magellan-Elcano, cinq siècles plus tard, vise à:
- La jonction entre les différentes cultures et sciences de tous les peuples du monde.
- Faciliter la participation à cette commémoration et l’intégration des initiatives de différents pays et villes.
- Donner à connaître dans le monde entier Sanlúcar comme la ville qui a vu réussir le premier tour de la planète, qui était autrefois le plus grand exploit réalisé par les humains.
- Fournir d’un projet de ville universelle  à Sanlúcar de Barrameda à partir des actuations qui servent de célébration du passé historique de la ville, tout en constituant un héritage pour l’avenir.

Carte du premier voyage de circumnavigation mondiale, avec départ et arrivée à Sanlúcar de Barrameda.

## Histoire
Bien que l’idée de cette initiative provient de Sanlucar de Barrameda en 2001, cette idée est ancrée un siècle auparavant, en 1913, lorsque Genaro Cavestany, régisseur de la propriété, promu et demandé pour cette ville la célébration du 4e centenaire de ce premier tour, pour avoir été le point de départ,, et retour de cette expédition.

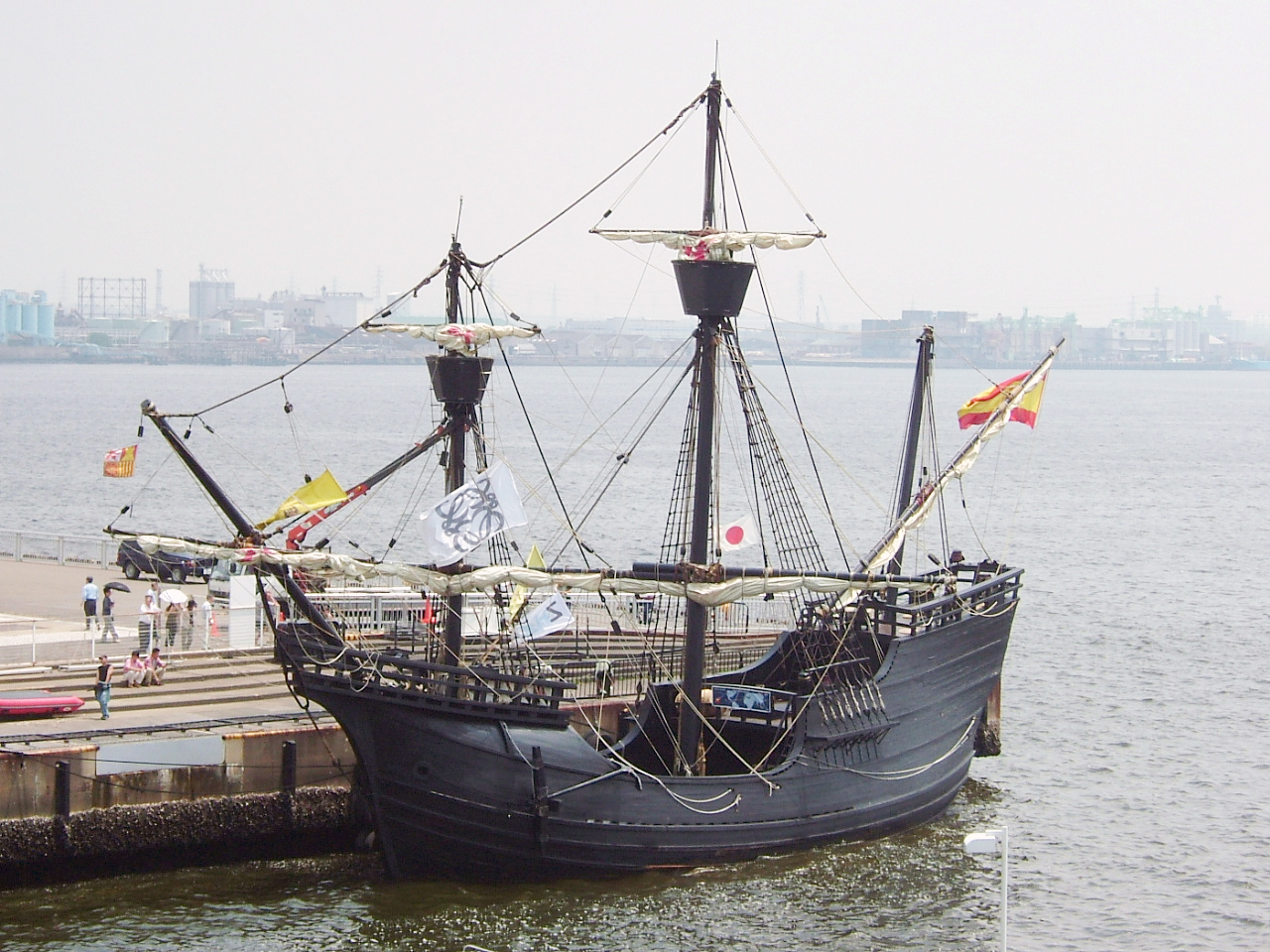
Réplique de la Nao Victoira, la seule des cinq navires qui est retournée à l'Espagne en 1522, devenant ainsi le premier navire à faire le tour du globe. Photographié à Nagoya, au Japon, en juin 2005

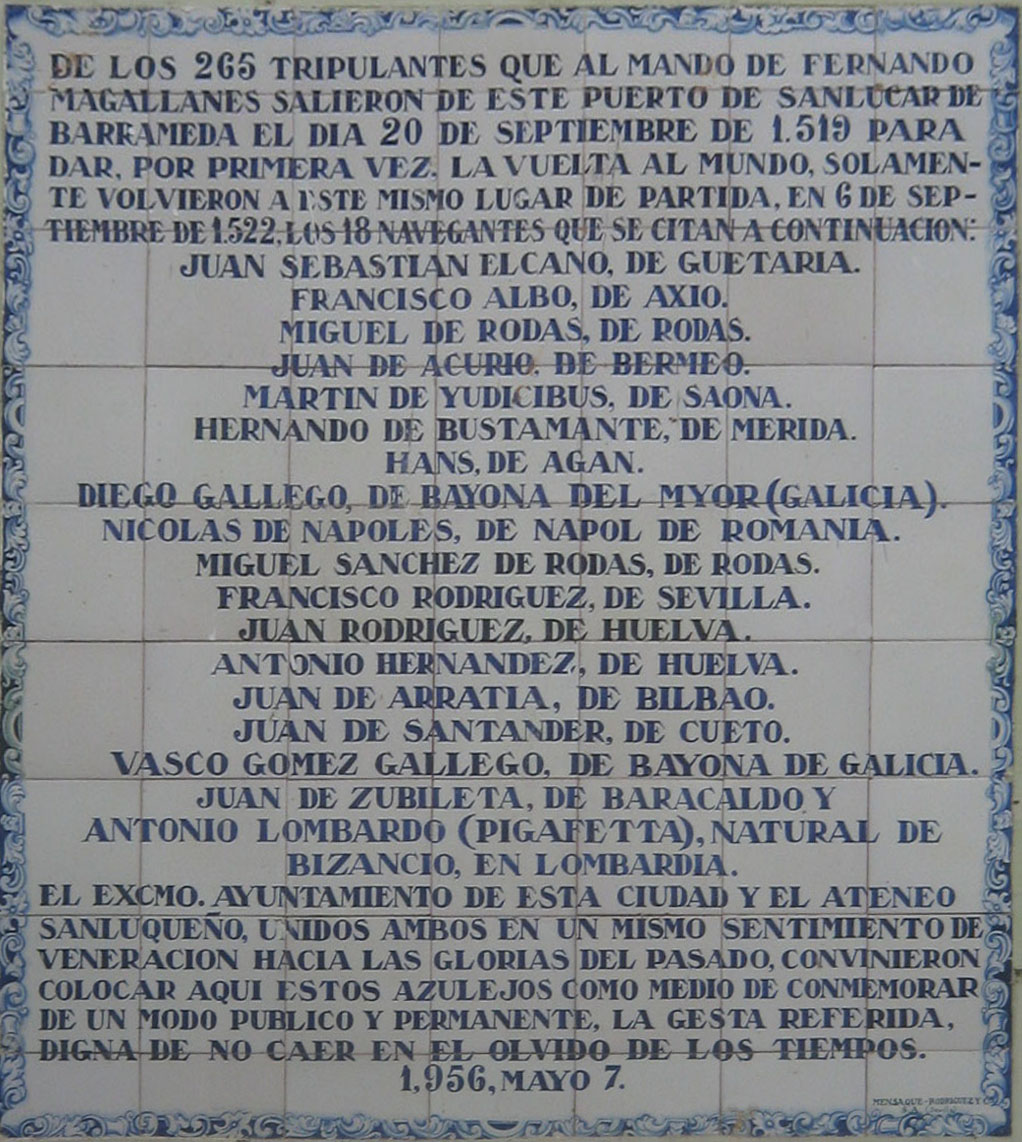
Plaque commémorative du premier tour de la Terre, Sanlúcar de Barrameda (Cádiz), Espagne

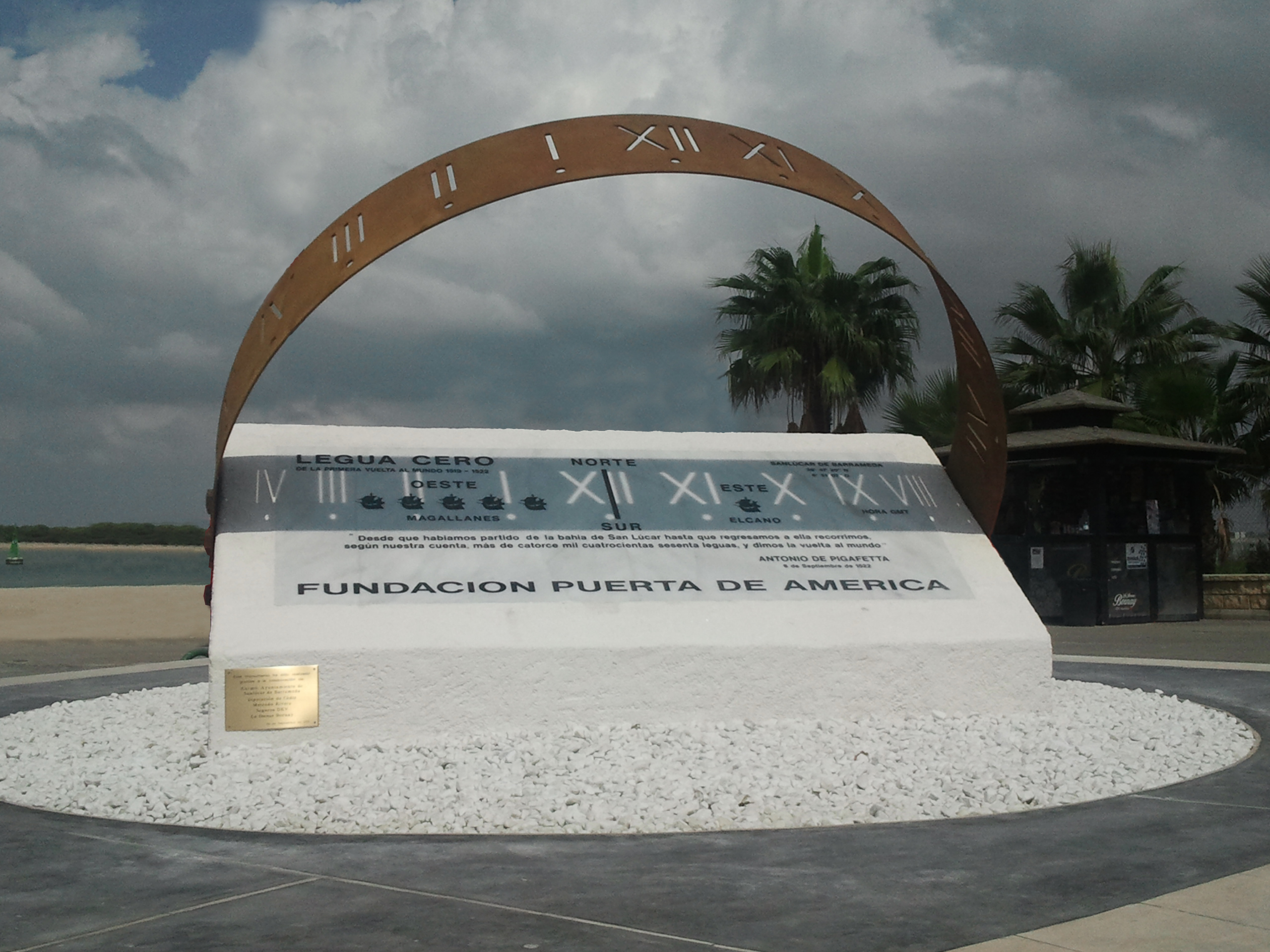
Monument "Legua Cero" (Mile Zéro) à Sanlúcar de Barrameda, Cádiz, España. Commémoration de la première circumnavigation mondiale.

À l’époque, ne sont pas venus à cette conclusion à Sanlúcar de Barrameda, mais oui dans d’autres villes espagnoles. Depuis 2003, un groupe de personnes travaille à obtenir ce qu’alors ne fut pas possible, en tenant compte qu’aujoud’hui ils possèdent une plus grande préparation, et qu’ils ont le soutien d’un grand nombre d’études historiques qui prouvent que l’expédition eut son départ et son arrivée à Sanlúcar, point de départ et d’arrivée des voyages d’exploration, de découverte et de colonisation qui les espagnols avaient fait depuis la découverte des Amériques. Par conséquent, Sanlúcar est appelée “la porte de l’Amérique”.
En septembre 2004, un groupe de personnes de Sanlúcar a commencé à travailler pour le projet de célébration  du 5e centenaire. Ils ont présenté celui-ci à la mairie et ils ont commencé à élaborer une feuille de route en juin 2007, avec le soutien de la mairie et le Cercle des Artisans. Entre 2008 et 2010 ont lieu les premiers actes de réclamation pour cet événement.
En 2010, la Fondation Eduardo Dominguez Lobato et le Cercle des Artisans, avec la collaboration de la mairie et avec les promoteurs de l’idée, ont donné le Prix Première Circumnavigation à la Culture et à l’Histoire, étant les premiers gagnants les villes de Sabrosa, lieu de naissance de Fernand de Magellan au Portugal, Getaria, ville natale de Juan Sebastián Elcano, et la propre Sanlúcar, point de départ et d'arrivée de ce voyage. Les prix seront attribués annuellement par pays, villes et personnes qui avaient eu une forte relation avec cette épopée.

## Organisation et Actes
Quelques événements qui ont été déjà réalisés ou qui sont en projet:
- Semaines culturales de la circumnavigation, qui ont eu lieu depuis 2008.
- Des conférences, des concerts et des expositions.
- Présentation du logo du Centenaire de la première circumnavigation de la Terre[5],[6].
- Signature de l’accord de coopération entre les municipalités de Sabrosa, Getaria et Sanlucar de Barrameda pour une célébration commune de cet événement.
- Cérémonie de remise du Prix Première Circumnavigation Fernando de Magallanes et Juan Sebastian Elcano à la Culture et à l’Histoire, décerné aux villes de Sabrosa, Getaria et Sanlúcar[7].
- Développement de la Charte de Sanlúcar 2019-2022[5].

Ces événements sont organisés par la municipalité de Sanlúcar de Barrameda et diverses institutions civiles telles que la Fondation Porte D’Amérique, le Circle des Artisans et la Fondation Eduardo Dominguez Lobato.